# I.D. (电视剧)
《I.D.》（英語：I.D: Swipe, Steal, Love）是一部由拉扎伊沙杨·拉希德执导的2024年马来西亚电视剧。此剧由纳英·丹尼尔、艾迪·阿什拉夫和阿美莉娅·提丽普拉·亨德森领衔主演，是2024年2月23日起每周五在Astro Premier播出的Astro Originals原创剧集，接档电视剧《Gamers Mangkuk》。

## 剧情简介
应用设计师Aidi创建了一款名为「BEBAS」（意为：自由）的应用，这是疫情期间使用的重要应用，放置了用户的个人信息和数据，用于告知最新信息。后来，Aidi的经理Jazman在没有任何合理理由的情况下解雇了Aidi，这导致Aidi对Jazman的怨恨不断升温，再加上他的梦中情人Anggun与Jazman关系亲密。Aidi萌生了要对Jazman报复的想法。
为了报复，Aidi从「BEBAS」应用程序中窃取了2770万用户数据，并在网络空间创建了一个名为「Tengku Remy」的新账号接近Anggun。
Aidi窃取的数据还被出售给不负责任的人士以获取更大的利润。然而，在不知不觉中，这种非法活动却给Aidi带来了一个棘手的问题。

## 演员阵容

### 主要演员
- 纳英·丹尼尔 饰演 Aidi Zabran / Tengku Remy[1]
- 阿美莉娅·提丽普拉·亨德森 饰演 Anggun Zahara[1]
- 艾迪·阿什拉夫 饰演 Jazman Rahim[1]
- 罗沙姆诺 饰演 拿督Rahim Abadi，Jazman的父亲[1]
- 艾莉扎·阿齐兹（Ellyza Azizi） 饰演 Alia Mukhriz[1]
- 姗缇妮·维努格帕（Shantini Venugopal） 饰演 Patti Shanti[1]
- 乔伊斯·哈恩（Joyce Harn） 饰演 Jo[1]
- 乔·库卡萨斯（Jo Kukathas） 饰演 Dato Kumari Lakshmi[1]
- 阿齐兹·M·奥斯曼 饰演 Pok Me[1]
- 苏珊·兰克斯特 饰演 Nadi Ilana，Alia的母亲[1]
- 莎里法·阿玛尼 饰演 Roks[1]
- 阿梅鲁·阿芬迪 饰演 Rostam[1]
- 万·阿兹里·万·朱索（Wan Azli Wan Jusoh） 饰演 Zabran，Aidi的父亲[1]
- 贝蒂·巴纳菲 饰演 Yati，Aidi的母亲[1]
- 阿什拉夫·莫迪·扎因（Ashraf Modee Zain） 饰演 KG[1]

### 特别出演
- 沙菲益·凯乐 饰演 Bro Malik Alpha
- 安瓦里·阿什拉夫（Anwari Ashraf） 饰演 监狱官

## 集数列表
| 集数 （No.） | 标题                       | Astro Premier首播日期 |
| ------------ | -------------------------- | --------------------- |
| 1            |                            | 2024年2月23日         |
| 2            |                            | 2024年3月1日          |
| 3            |                            | 2024年3月8日          |
| 4            |                            | 2024年3月15日         |
| 5            |                            | 2024年3月22日         |
| 6            | "This Paati Never Ends"    | 2024年3月29日         |
| 7            | "The Bitter Pill of Truth" | 2024年4月5日          |
| 8            | "This Means War!"          | 2024年4月12日         |

## 制作
拉扎伊沙杨·拉希德谈到这部剧时说道：“当我发掘我周围时年轻人大多生活在数码世界中，我就萌生了制作电视剧《ID》的想法。”
此剧是纳英·丹尼尔继《Project：High Council》（2023）后主演的第二部Astro Originals电视剧，也是他一人分饰两角的首部作品。

## 发行
此剧于2024年2月23日起每周五开始在Astro Go以及Astro Premier同步播出。